# المقطار (مسلسل)
المقطار هو مسلسل سعودي، من بطولة حبيب الحبيب، وراشد الشمراني، وهيفاء حسين. أنتج عام 2008.

## القصة
تدور أحداث المسلسل حول شاب طيب القلب «نويصر»، يعيش مع أمه، ويحظى بحب وتقدير أهالي قريته، ويجد نويصر نفسه يقع في حب «سويره» الفتاة اليتيمة والفقيرة، والتي يتصارع على الفوز بها مع «سالم» وهو ثري القرية، والمعروف ببخله، وبكره الناس له. المسلسل تاريخي، يقدم رؤية واقعية لحقبة الستينيات، ويرسم صورة لمعالم الحياة الاجتماعية لمنطقة الرياض، في إطار كوميدي. بطولة حبيب الحبيب، راشد الشمراني، هيفاء حسين، عبد الله السناني، وعلي المدفع.